# Acacia lasiocalyx
Acacia lasiocalyx — вид квіткових рослин з родини бобових. Ареал: Австралія (Західна Австралія).

## Середовище
Зазвичай вид росте як зарості серед гранітних відслонень.

## Біоморфологічна характеристика
Відкрите часто плакуче дерево або кущ зазвичай досягає висоти від 1,5 до 7 метрів, хоча деякі екземпляри можуть досягати 25 метрів. Цвіте з липня по жовтень, утворюючи жовті квітки. Листоподібні філодії мають 25 сантиметрів і м'яко вигинаються, кожен закінчується гачкуватою точкою. Стручки лінійні, підняті над насінням, мають пряму або злегка вигнуту форму, довжину до 16 сантиметрів і ширину 5,5 міліметрів. Насіння поздовжнє, від еліптичної до довгастої форми.